# 木村庄之助 (11代)
11代 木村 庄之助（じゅういちだい きむら しょうのすけ、? - 文久2年12月6日（1863年1月25日））は、大相撲の立行司。本名、出身地ともに不明。

## 人物
8代庄之助（のちの松翁）の実子。初名は木村留次郎。文化5年（1808年）に木村庄助の名で上位から5人目で初登場。文政7年（1824年）に6代庄太郎を継いだ。
天保の初め頃に庄之助襲名争いでしばらく姿を消した。義兄の再勤・10代庄之助の没後に晴れて11代庄之助を襲名。しかし病弱で天保14年（1843年）の上覧相撲は欠場、実父の松翁が没すると同時に引退した。